# 砥石山 (北海道)

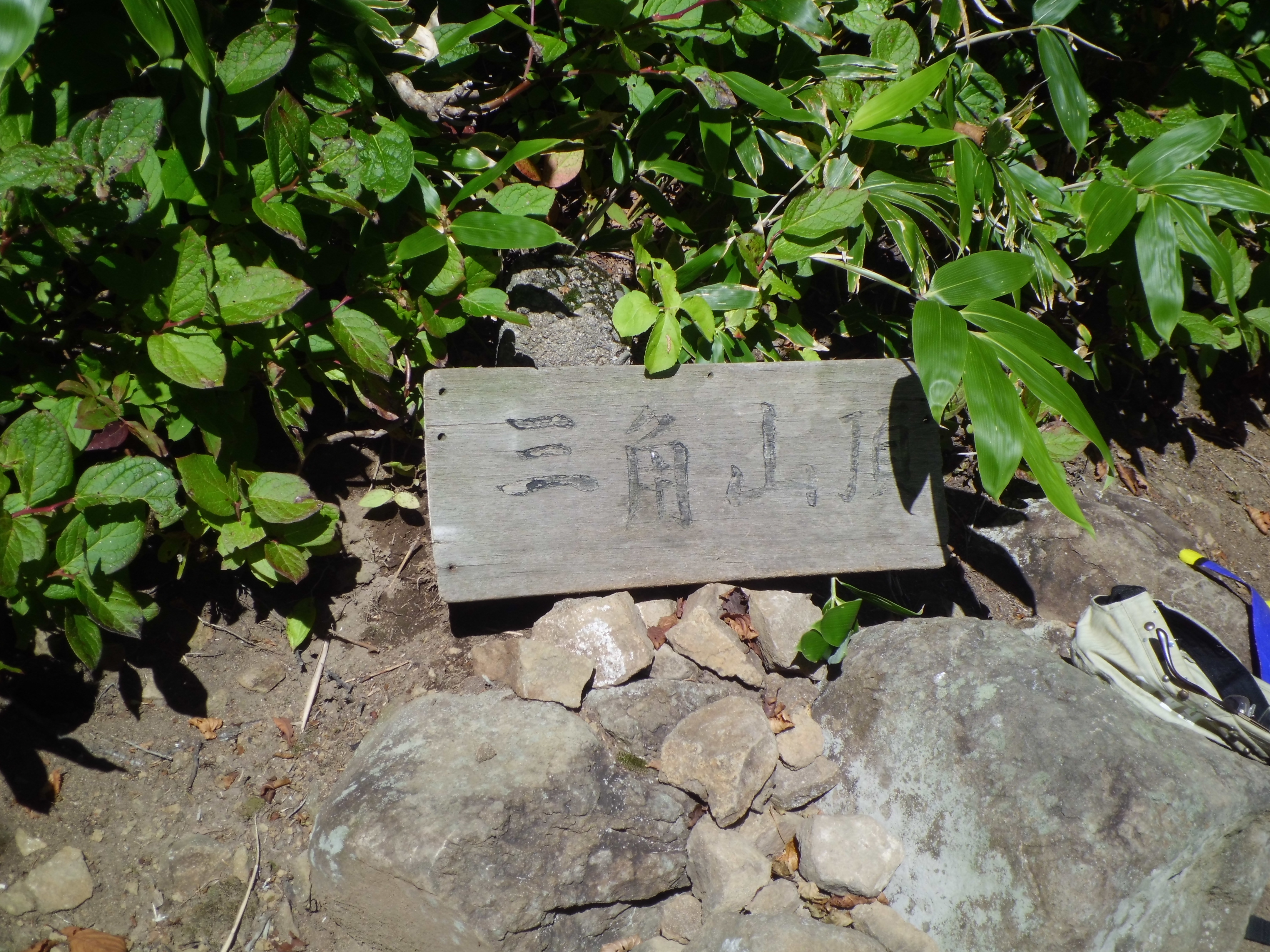
三角山山頂

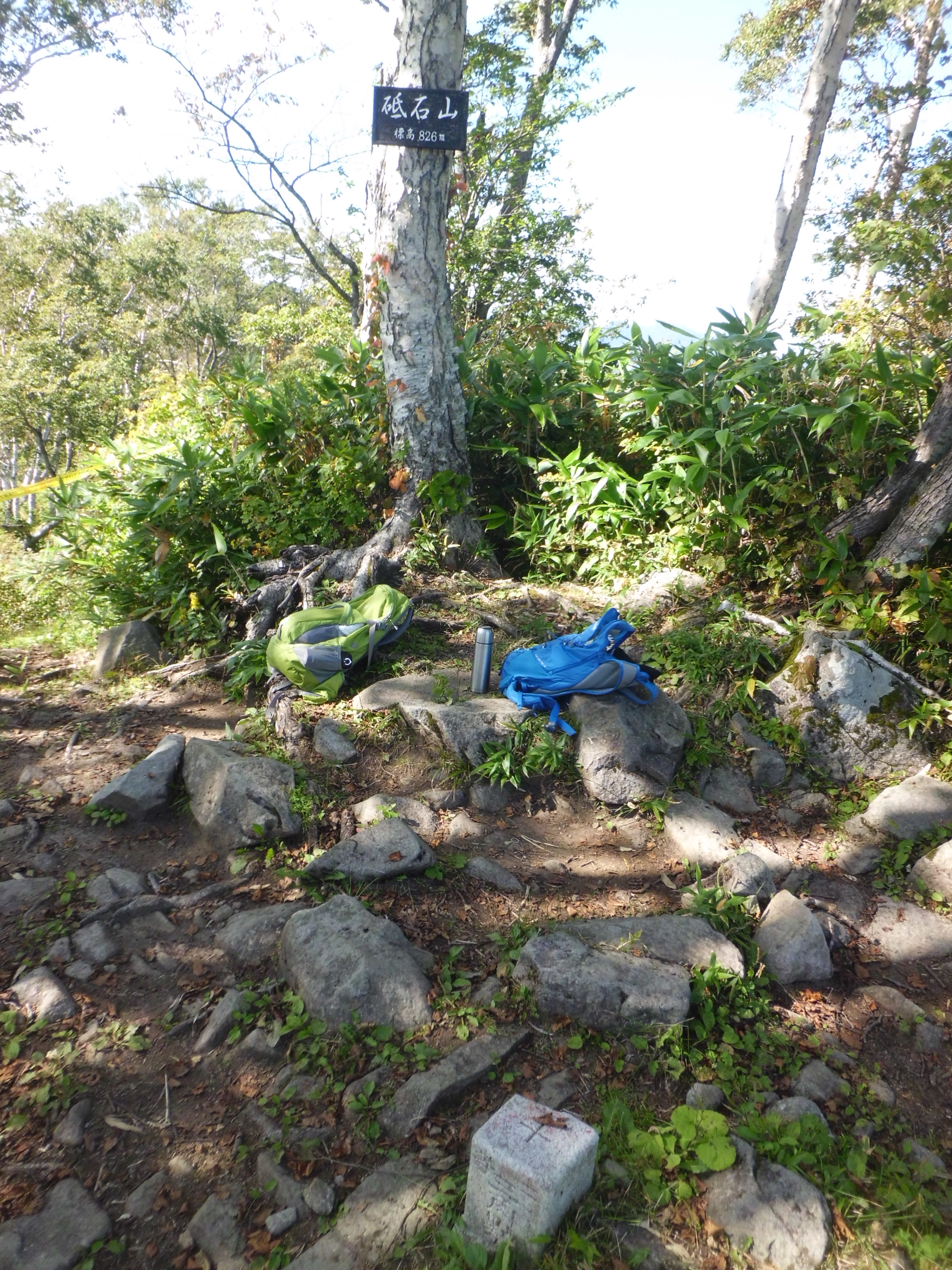
砥石山山頂

砥石山（といしやま）は北海道札幌市中央区盤渓と同市南区の境界上にある山。および、その周辺を指す南区の町名。
山の標高は826.7メートル。山名は、水成岩の砥石が採取されたことに由来する。山腹の風洞の内部気温が一定であることから、営林署が種子の保存所として活用していたことがあった。

## 登山コース
砥石山には自然歩道（中の沢～小林峠・源八沢ルート）が整備されている。登山道は3つ存在する。
中の沢コース
八垂別の滝から奥に進む。急なつづら折を越えるとT4分岐点で小林峠コースと合流する。その後は起伏を繰り返すことになるが、そのうちもっとも大きな起伏は三角山と呼ばれている。ここからさらに2つコブを過ぎると山頂に至る。中の沢入口（八垂別の滝）からT4分岐点まで約2.9km、T4分岐点から山頂まで約2.2kmである。
小林峠コース
北海道道82号西野真駒内清田線の小林峠沿いに入り口がある。なお、100メートルほど離れて藻岩山への自然歩道入り口もある。
急な登りで尾根に上がり、その後も起伏を越えて、T4分岐点で中ノ沢コースに合流する。小林峠入口からT4分岐点まで約3.0km、T4分岐点から山頂まで約2.2kmである。
源八沢コース
五天山公園の近くから開始する。名前とは裏腹に、源八沢ではなく砥石沢をたどっていく。源八沢入口から山頂まで約6.8kmである。